# Shahrestān di Mahshahr
Lo shahrestān di Mahshahr (farsi شهرستان ماهشهر) è uno dei 26 shahrestān del Khūzestān, in Iran. Il capoluogo è Mahshahr (Bandar-e-Mahshahr). Lo shahrestān è suddiviso in 2 circoscrizioni (bakhsh):
- Centrale (بخش مرکزی)
- Bandar-e Emam Khomeyni (بخش بندر امام خمینی), con la città portuale di Bandar-e Emam Khomeyni.